# Vicaria
La Vicarìa è un quartiere di Napoli. Comprende il Rione Vasto e una parte dell'Arenaccia. Fa parte della quarta municipalità insieme con San Lorenzo, Poggioreale e Zona Industriale.
Il quartiere confina a nord con il quartiere San Carlo all'Arena (via Don Bosco), a ovest con il quartiere San Lorenzo (via Arenaccia, corso Novara), a est con il quartiere Poggioreale (corso Malta, via Giovanni Porzio) e a sud con il quartiere Zona Industriale (corso Meridionale).

## Storia
Il nome di "Vicarìa" viene dal tribunale vicereale, sito nel Castel Capuano, tra le attuali piazza Enrico De Nicola, via Concezio Muzy, via Francesco Saverio Siniscalchi e piazza San Francesco di Paola a Porta Capuana (ex piazza Capuana). 
Questa zona tuttavia con l'istituzione dei quartieri di Napoli conseguente al Risanamento, con il quale si era deciso di espandere la città in direzione delle ex paludi di Poggioreale, fu denominata quartiere San Lorenzo, mentre fu denominata quartiere Vicarìa nuova, il Vasto e una parte dell'Arenaccia.
La vecchia Vicarìa è, dunque, l'attuale quartiere San Lorenzo, mentre il quartiere ufficialmente denominato Vicarìa è di origine relativamente recente.

## Monumenti e luoghi d'interesse
Nel quartiere c'è un numero cospicuo di chiese erette al principio del Novecento.
Sono presenti edifici che evidenziano un passaggio graduale di stili diversi come la vicina Stazione di Napoli Centrale e il Palazzo della Nuova Borsa Merci (realizzato da Michele Capobianco, Massimo Pica Ciamarra e Riccardo Dalisi).
Lungo il corso Novara vi è la fabbrica della CEAT realizzata negli anni trenta, mentre lungo via Arenaccia c'è il già citato superstore dell'Unicoop Tirreno. Proseguendo verso Capodichino, sulla destra, il palazzo dei vigili del fuoco.
In via Piazzolla al Trivio ha sede la fondazione «'A voce d'e creature», fondazione Onlus di Luigi Merola.
Lungo via Pignatelli c'è lo Stadio Militare dell'Arenaccia, ossia il primo stadio del Napoli.